# 5250 Jas
5250 Jas è un asteroide della fascia principale. Scoperto nel 1984, presenta un'orbita caratterizzata da un semiasse maggiore pari a 2,6799369 UA e da un'eccentricità di 0,1898220, inclinata di 13,48626° rispetto all'eclittica.